# Pseudocheilinus dispilus
Pseudocheilinus dispilus es una especie de peces Perciformes de la familia Labridae.

## Morfología
Los machos pueden llegar alcanzar los 7,8 cm de longitud total.

## Distribución geográfica
Se encuentra en Reunión y Mauricio.